# Faaborg-Midtfyn község
Faaborg-Midtfyn község (dánul: Faaborg-Midtfyn Kommune) Dánia 98 községének (kommune, helyi önkormányzattal rendelkező közigazgatási egység) egyike. A Syddanmark régióban található. Faaborg-Midtfyn község Assens, Odense, Kerteminde, Nyborg és Svendborg községekkel határos. Lakosainak száma 51 236 fő (2016).